# Mike McKenzie
Michael Terrance McKenzie (* 26. April 1976 in Miami, Florida) ist ein ehemaliger US-amerikanischer American-Football-Spieler auf der Position des Cornerbacks. Er spielte für die Green Bay Packers und New Orleans Saints in der National Football League.

## College-Karriere
McKenzie absolvierte ein Studium an der University of Memphis im Fach Wirtschaftsmanagement. Währenddessen spielte er in 32 Spielen für die Tigers College Football. Er beendete seine Collegekarriere mit 234 Tackles, sechs Interceptions und zwei eroberten Fumble.

## NFL-Karriere

### Green Bay Packers
Im NFL Draft 1999 wurde er in der 3. Runde an 87. Stelle von den Green Bay Packers ausgewählt. Für die Packers absolvierte McKenzie 69 Spiele, bis er am 4. Oktober 2004 zu den New Orleans Saints getauscht wurde. Für ihn bekamen die Packers Quarterback J. T. O’Sullivan und einen 2. Runden Pick im NFL Draft 2005.

### New Orleans Saints
Nach dem Tausch absolvierte McKenzie fast alle Spiele für die Saints, bis er sich in der 16. Woche der Saison 2007 das vordere Kreuzband riss. Die Saints platzierten ihn für das letzte Spiel auf die Injured Reserve Liste. Nach seiner Verletzung konnte er sechs Spiele in der Saison 2008 bestreiten. Ende November verletzte er sich erneut schwer und musste auf wider auf der Injured Reserve platziert werden, da er sich seine rechte Kniescheibe gebrochen hatte. Auch wenn McKenzie nicht mehr im Roster der Saints war, als diese den Super Bowl XLIV gewonnen haben, wurde er, als Anerkennung für seine Leistungen bei den Saints, auch mit einem Super-Bowl-Ring ausgezeichnet.

## Privatleben
Mike McKenzie lebt in Metaire, Louisiana. Er ist Mitgründer der 34 Ways Foundation, die sich für unterprivilegierte Jugendliche in Miami, Florida, New Orleans, Louisiana, und Memphis, Tennessee sowie anderen Städten der USA einsetzt. Für seine Arbeit wurde er zum New Orleans Saints Man of the Year 2007 gewählt.